# Nạn bức hại người Copt Cơ đốc

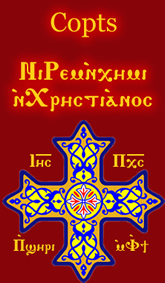
Thập giá Copt Cơ đốc

Người Copt (tiếng Copt: ⲟⲩⲣⲉⲙ'ⲛⲭⲏⲙⲓ 'ⲛ'Ⲭⲣⲏⲥⲧⲓ'ⲁⲛⲟⲥ ou.Remenkīmi en.Ekhristianos, theo nghĩa đen là tín đồ Cơ đốc giáo Ai Cập) là những Kitô hữu Ai Cập bản địa, thường là Chính Thống giáo, hiện đang chiếm khoảng 10 đến 20% dân số Ai Cập - thiểu số tôn giáo lớn nhất của quốc gia đó. Mặc dù Copts đã trích dẫn các trường hợp khủng bố trong suốt lịch sử, tổ chức Human Rights Watch đã ghi nhận sự gia tăng bất chấp tôn giáo và bạo lực bè phái chống lại người Công giáo Coptic trong những năm gần đây và chính phủ Ai Cập đã thất bại trong việc điều tra một cách có hiệu quả và truy tố những người có trách nhiệm. Hơn một trăm người Ai Cập đã bị giết trong các cuộc đụng độ trong giáo phái từ năm 2011 đến năm 2017, và nhiều ngôi nhà và doanh nghiệp bị phá hủy. Chỉ trong một tỉnh (Minya), 77 vụ tấn công giáo phái vào người Copt giữa năm 2011 và năm 2016 đã được ghi nhận bởi Sáng kiến Ai Cập về Quyền Cá nhân. Việc bắt cóc và biến mất của phụ nữ và các cô gái Cơ Đốc giáo vẫn còn là một vấn đề nghiêm trọng đang diễn ra.